# غرداسكي ستاديون (سيساك)
غرداسكي ستاديون هو ملعب كرة قدم وملعب متعدد الاستخدام، يقع بمدينة سيساك الكرواتية بمقاطعة سيساك-موسلافينا. وهو الملعب الرسمي لنادي سيغيستا الكرواتي. ويتسع الملعب لحضور 8,000 ألف متفرج.

## روابط خارجية
- معلومات الملعب نسخة محفوظة 24 سبتمبر 2008 على موقع واي باك مشين.